# Pólo Norte-1
Pólo Norte-1 (em russo:  Северный полюс-1) foi a primeira estação à deriva tripulada soviética do mundo no Oceano Ártico, usada principalmente para pesquisa.
O Pólo Norte-1 foi estabelecido em 21 de maio de 1937 e inaugurado oficialmente em 6 de junho, a cerca de 20 quilômetros (12 milhas) do Pólo Norte pela expedição às altas latitudes Sever-1, liderada por Otto Schmidt. A expedição foi transportada por aeronaves por unidades de aviação sob o comando de Mark Shevelev. "NP-1" operou por 9 meses, durante os quais o bloco de gelo viajou 2 850 quilômetros (1 770 mi). O comandante da estação era Ivan Papanin. Em 19 de fevereiro de 1938, os quebra-gelos soviéticos Taimyr e Murman retiraram quatro exploradores polares da estação perto da costa leste da Groenlândia. Eles chegaram em Leningrado em 15 de março a bordo do quebra-gelo Yermak.
Os membros da expedição, o hidrobiólogo Pyotr Shirshov, o geofísico Yevgeny Fyodorov, o radioman Ernst Krenkel e o comandante Ivan Papanin, receberam o título de Herói da União Soviética.